# Abraham Baldwin
Abraham Baldwin, född 23 november 1754 i Guilford, Connecticut, död 4 mars 1807 i Washington, D.C., var en amerikansk politiker (demokrat-republikan).
Baldwin var en av USA:s grundlagsfäder. Han representerade Georgia i kontinentala kongressen 1785, 1787 och 1788, i USA:s representanthus 1789-1799 och i USA:s senat från 1799 fram till sin död.
Baldwin utexaminerades 1772 från Yale College. Han studerade vidare till präst och tjänstgjorde som kaplan i den kontinentala armén i amerikanska revolutionskriget.  Han studerade sedan juridik och inledde 1783 sin karriär som advokat i Fairfield, Connecticut. Han flyttade 1784 till Augusta, Georgia. Baldwin tog initiativ till grundandet av Franklin College (numera University of Georgia). Han var högskolans första rektor.
Baldwin tjänstgjorde sedan som ledamot av kontinentala kongressen och deltog dessutom i konstitutionskonventet i Philadelphia år 1787 där han och William Few undertecknade USA:s konstitution för Georgias del.
Baldwin var ledamot av representanthuset i den första amerikanska kongressen. Han omvaldes fyra gånger. Han efterträdde 1799 Josiah Tattnall som senator för Georgia. Han avled 1807 i ämbetet och efterträddes av George Jones. Baldwin är begravd på Rock Creek Cemetery i Washington, D.C.